# Tang Jingzong
Tang Jingzong, född 809, död 827, var en kinesisk monark. Han var kejsare av Tangdynastin 824 - 827.